# Историја српских железница
Српске железнице настале су 3. јула 1881, када је Кнез Милан Обреновић сребрним будаком ударио темељ Српским државним железницама. 23. августа 1884. (4. септембра по новом календару) свечано је отворена линија Београд - Ниш на дужини 243 километара.

## Зачеци
Један од услова који је Србија морала да испуни по завршетку Берлинског конгреса је била и изградња пруге од Београда до Турске и Бугарске границе у року од три године тј. до 15 јуна 1883. Србија није имала средстава да сагради железнички систем за свега три године и априла 1880. је на ургирање Аустрије потписана нова конвенција која се тицала искључиво изградње пруге. Крајем 1880. је расписана лицитација на којој је једино учествовала Генерална унија (друштво из Француске).
Наредне године (1881) је започета изградња пруге у близини данашњег моста Газеле.
Након годину дана Генерална унија је банкротирала, а изградњу је преузело Друштво за изградњу и експлоатацију српских државних железница. Банкрот Генералне уније није имао везе директно са изградњом железнице у Србији.
Прве локомотиве су стигле у Србију 1882. године и вукле су радне возове при градњи пруге.

## Прво путовање
Први свечани воз на ново-саграђеној прузи Београд - Ниш је прошао 23. 8. 1884. са око 200 учесника. Већином су били странци из Пеште, Беча и Париза. Отпремљени су у два воза, у временском размаку од четири минута, сваки са по девет путничких кола. У првом возу били су углавном позвани гости - странци. Воз је свуда дочекиван са одушевљењем.
Програм првог путовања је био следећи :
- 23. августа у 8 сати ујутро одржава се Божија служба на београдској железничкој станици
- полазак воза у 8:30
- долазак у Лапово у 12:52
- доручак нуђен од стране друштва својим гостима
- долазак у Ниш у 17:25
- Навече у 20 часова банкет за путнике
- 24. августа у 5:30 полазак из Ниша за Београд
- долазак у Београд у 12:57

Две године касније, јавном саобраћају предати су кракови према Лесковцу, Врању, Пироту, Белој Паланци и Цариброду.
Формирањем дирекције Српских железница почела је експлоатација железница у Србији под државном управом, када су преузете од француског предузећа 3. јуна 1889.. Тај дан је и празник српских железничара. У моменту преузимања, Српска железница имала је 532 километара пруге, 27 локомотива, 127 путничких вагона, 293 затворених вагона, 88 вагона за превоз стоке и 321 вагона за различите сврхе.
За првог директора Српских државних железница постављен је инжењер Димитрије Стојановић.
Данас је дужина пруга Српских железница 3.808 километара, а возни парк сачињава преко 417 локомотива и преко 17.000 вагона.
Београдска железничка станица је саграђена између 1882. и 1885. по плановима архитекте Драгутина Милутиновића.
Први званични воз је кренуо са Београдске железничке станице 23. августа 1884. у 8.35 часова са стотинак путника у девет вагона и три различите класе.

## Железничка радионица Ниш
Друштво за експлоатацију српских железница се уговором обавезало да изгради и једну железничку радионицу за сервис вагона и локомотива која је завршена 1885, по изградњи пруге до Ниша. Радионица је 1890. имала 20 машина и своју ливницу. У радионици је радило око 100 радника, занатлија, већином Француза. Оправка једне локомотиве је трајала и до два месеца. Године 1907. рок за поправку локомотиве је сведен на месец дана. Месечно су оспособљавали и 60-70 вагона. Године 1911. радионица је имала већ 180 радника и месечни сервис 120 вагона и по две локомотиве. Године 1914. добили су нову ливницу. За време Балканског рата 1912-1914 радионица је служила у војне сврхе. Године 1918. непријатељ је однео сав алат. Наследник те радионице је данас Машинска индустрија Ниш.

## Изградња пруге Ниш - Пирот
Са компанијом која је успешно саградила пругу до Ниша 1884. је потписан уговор и о изградњи пруге Ниш-Пирот-бугарска граница. Радови су започели 25. јула 1885. али су убрзо престали услед избијања рата са Бугарском. Пруга Ниш-Пирот је предана у саобраћај 1. јуна 1887.
Пруга Бела Паланка-Пирот завршена је 1. новембра 1887. Са завршетком бугарске деонице пруге повезана је српска и бугарска железничка мрежа на граници код Цариброда.